# Paul van Beckum
Paul van Beckum (1929 - Rijswijk, 2001) was een Nederlandse journalist en schrijver. Hij werkte meer dan twintig jaar voor de Haagsche Courant. 

## Erkenning
Van Beckum kreeg samen met zijn collega Aad Wagenaar in 1990 de Prijs voor de Dagbladjournalistiek voor een reeks artikelen over de Nederlandse adel.